# (400013) 2006 KE24
(400013) 2006 KE24 és un asteroide que pertany al cinturó exterior d'asteroides, descobert el 19 de maig de 2006 per l'equip del Mount Lemmon Survey des del Mount Lemmon Observatory, Arizona, Estats Units d'Amèrica. Va ser designat provisionalment com 2006 KE24.
2006 KE24, que forma part del grup de Hilda, està situat a una distància mitjana del Sol de 3,979 ua, i pot allunyar-se fins a 4,693 ua i acostar-se fins a 3,264 ua. La seva excentricitat és de 0,179 i la inclinació orbital 3,918 graus. Empra 2.899,07 dies a completar una òrbita al voltant del Sol. La magnitud absoluta de 2006 KE24 és 15,6.